# 닉 라소리스

닉 라소리스(영어: Nico Lathouris)는 그리스계 호주인 배우이자 각본가이다.

## 삶과 경력
라소리스는 TV 시리즈 Police Rescue에 출연했으며, 이후 조지 밀러의 영화 매드맥스 (1979)에 자동차 정비공으로 출연했다. 또한 호주영화위원회에서 영화 및 드라마 워크숍을 진행했다.
라소리스는 호주 드라마 Heartbreak High에서 맡은 조지 파울로스 역으로 가장 잘 알려져 있으며 시리즈에 출연한 젊은 배우들의 연기 개발을 담당하는 시리즈 드라마 코치를 맡기도 했다.
라소리스는 조지 밀러와 함께 매드 맥스: 분노의 도로 (2015)와 퓨리오사: 매드맥스 사가 (2024)의 각본을 썼다.

## 필모그래피
- 여자 여행 (1977) - 군인
- 매드 맥스 (1979) - 그리스 쥐
- 폐허의 천사들 (1982) - 나이트맨
- 녹색 개미가 꿈꾸는 곳 (1984) - 아놀드
- 젊은 아내 (1984, TV 영화) - 야니스
- 잘못된 세계 (1985) - 랑고트
- 리키와 피트 (1988) - 콘 이오니데스
- 조지아 (1988) - 방관자 #2
- 벨린다 (1988) - 베니 로즈
- 무고한 사람에 대하여 (1989) - 팀 맥켄지
- 아버지 (1990) - 아모스
- 브런즈윅의 죽음 (1990) - 무스타파
- 헤븐 투나잇 (1990) - 핫도그 맨
- 퍼즐 (1990) - 에드 민터
- 하트브레이크 키드 (1993) - 조지
- 지노 (1994) - 로코 페트리
- 내가 쓴 것 (1996) - 클로드 머네인
- 세레나데 (2001) - 물라 잘랄-샤
- 매드맥스: 분노의 도로 (2015, 각본가)
- 퓨리오사: 매드맥스 사가 (2024, 각본가)